# Juventus Roma
SS Juventus Roma – włoski klub piłkarski, mający swoją siedzibę w stolicy kraju - Rzymie.

## Historia
Chronologia nazw:
- 1905: SS Juventus Roma
- 1919: Circolo Romano Juventus Audax - po fuzji z Audax Roma
- 1924: Fortitudo Roma - po wchłonięciu przez Fortitudo Roma
- 1924: SS Juventus Roma
- 1946: klub rozwiązano - po fuzji z Almas Roma

Piłkarski klub Juventus Roma został założony w Rzymie 2 czerwca 1905 roku. W 1907 roku klub startował w Campionato romano organizowanych przez Virtus Roma. W sezonie 1909/10 brał udział w Terza Categoria Campionato romano, gdzie był trzecim z czterech uczestników. W kolejnych dwóch rzymskich mistrzostwach zespół zajął drugie miejsce (1910/11) i trzecie (1911/12).
W sezonie 1912/13 po reorganizacji mistrzostw zespół startował w Prima Categoria. Najpierw wygrał w barażach z Alba Roma, a potem zajął drugie miejsce w grupie finałowej Sezione laziale. W następnym sezonie był trzecim w Sezione laziale, a w sezonie 1914/15 zakończył rozgrywki na 5.pozycji. Po przerwie związanej z I wojną światową w 1919 reaktywował swoją działalność. W sezonie 1919/20 klub połączył się z Audax Roma i jako Juventus Audax zakończył rozgrywki na czwartym miejscu w Sezione laziale. Po fuzji zespół zagrał kilka bardzo dobrych sezonów, zajmując trzecie miejsce w Sezione laziale w sezonie 1920/21, oraz drugie w sezonie 1921/22. W sezonie 1922/23 zajął 5.miejsce, a w 1924 ostatnie 6.miejsce, po czym został wchłonięty przez klub Fortitudo Roma.
Już w 1923 roku oryginalne towarzystwo zostało reaktywowane przez członków Juventusu przeciwnych unii z Audax, a natychmiast po rozpuszczeniu Juventus Audax przywrócono historyczną nazwę SS Juventus Roma. W sezonie 1928/29 startował w Campionato Meridionale, ale wycofał się Seconda Divisione po sezonie 1929/30.
Również w 1945 roku pojawił się w Serie C Sud, aby połączyć się na stałe z Almas Roma w 1946 roku.

## Sukcesy

### Trofea międzynarodowe
Nie uczestniczył w rozgrywkach europejskich (stan na 31-12-2016).

### Trofea krajowe
| \| \| Zdobyte trofea w rozgrywkach Włoch (stan na: 31-05-2017) \| |                                                          |      |                                                                         |
| Rozgrywki                                                         | Osiągnięcie                                              | Razy | Sezon(y)                                                                |
| · Mistrzostwo                                                     | I miejsce                                                | 0    |                                                                         |
| · Mistrzostwo                                                     | II miejsce                                               | 0    |                                                                         |
| · Mistrzostwo                                                     | III miejsce                                              | 0    |                                                                         |
| · Mistrzostwo                                                     | 2.miejsce                                                | 2    | 1912/13 (grupa eliminacyjna Sezione laziale), 1921/22 (Sezione laziale) |
| · Puchar                                                          | zdobywca                                                 | 0    |                                                                         |
| · Puchar                                                          | finalista                                                | 0    |                                                                         |
| II liga                                                           | I miejsce                                                | 0    |                                                                         |
| II liga                                                           | II miejsce                                               | 0    |                                                                         |
| II liga                                                           | III miejsce                                              | 0    |                                                                         |
| Włochy                                                            | Zdobyte trofea w rozgrywkach Włoch (stan na: 31-05-2017) |      |                                                                         |

## Stadion
Klub rozgrywał swoje mecze domowe na stadionie Piazza d'Armi di Roma w Rzymie, który może pomieścić 1000 widzów. Również występował na Campo della Farnesina.